# La Mort de Didon (Füssli)
Pour les articles homonymes, voir Didon (homonymie).
La Mort de Didon – ou en anglais Dido – est un tableau réalisé par l'artiste Johann Heinrich Füssli en 1781. Cette huile sur toile mythologique représente Iris s'apprêtant à trancher les cheveux du corps mort de Didon, lequel gît torse nu, une épée ensanglantée à son côté, après le suicide de la reine de Carthage. L'œuvre est conservée au Centre d'art britannique de Yale, à New Haven, dans le Connecticut, aux États-Unis.